# Estoa Real
A Estoa Real (em hebraico:  הסטיו המלכותי ; também podendo ser chamada de Colunata Real, Pórtico Real, Claustro Real, Basílica Real e Estoa Basileia) foi uma antiga basílica construída por Herodes, o Grande, durante a renovação do Monte do Templo no final do século I a.C. Provavelmente a construção secular mais magnífica de Herodes, a estrutura de três corredores foi descrita por Josefo como merecedora "de ser mencionada melhor do que qualquer outra sob o sol". Um centro de atividade pública e comercial, a Estoa Real foi o local provável da Purificação do Templo por Jesus. A Estoa Real dava para os bairros residenciais e comerciais de Jerusalém e, em seu canto sudoeste, ficava o local de onde um chifre de carneiro era tocado para anunciar o início dos dias sagrados.
A Estoa Real foi destruído pelo exército romano durante o saque de Jerusalém em 70. Seu local na esplanada do Monte do Templo é atualmente inacessível para arqueólogos. No entanto, artefatos da estoa foram recuperados tanto de escavações no sopé da plataforma quanto em uso secundário em construções posteriores. Essa evidência confirmou detalhes dados nos relatos do historiador Josefo, e também permitiu a comparação da decoração da Estoa Real com a usada em outros edifícios monumentais contemporâneos.

## História

### Construção
A reconstrução do Segundo Templo por Herodes foi um de seus principais projetos de construção. A construção começou durante o último quarto do século I a.C. Foi um feito arquitetônico monumental e uma conquista política importante. Herodes investiu muito esforço na expansão da plataforma do Templo, especialmente em seu lado sul, onde o Monte do Templo desce para os vales do Tiropêon e do Cédron. Esta expansão ao longo da extremidade sul da esplanada serviu de base sobre a qual a Estoa Real foi erguida. O edifício era de forma basílica, mas aberto de um lado, o que o fazia ser descrito como um pórtico, uma estoa ou claustros em várias fontes. Provavelmente foi o edifício secular mais magnífico de Herodes. O historiador Flávio Josefo elogiou a Estoa Real como "mais digno de menção do que qualquer outra [estrutura] sob o sol", e descreveu o edifício em detalhes:

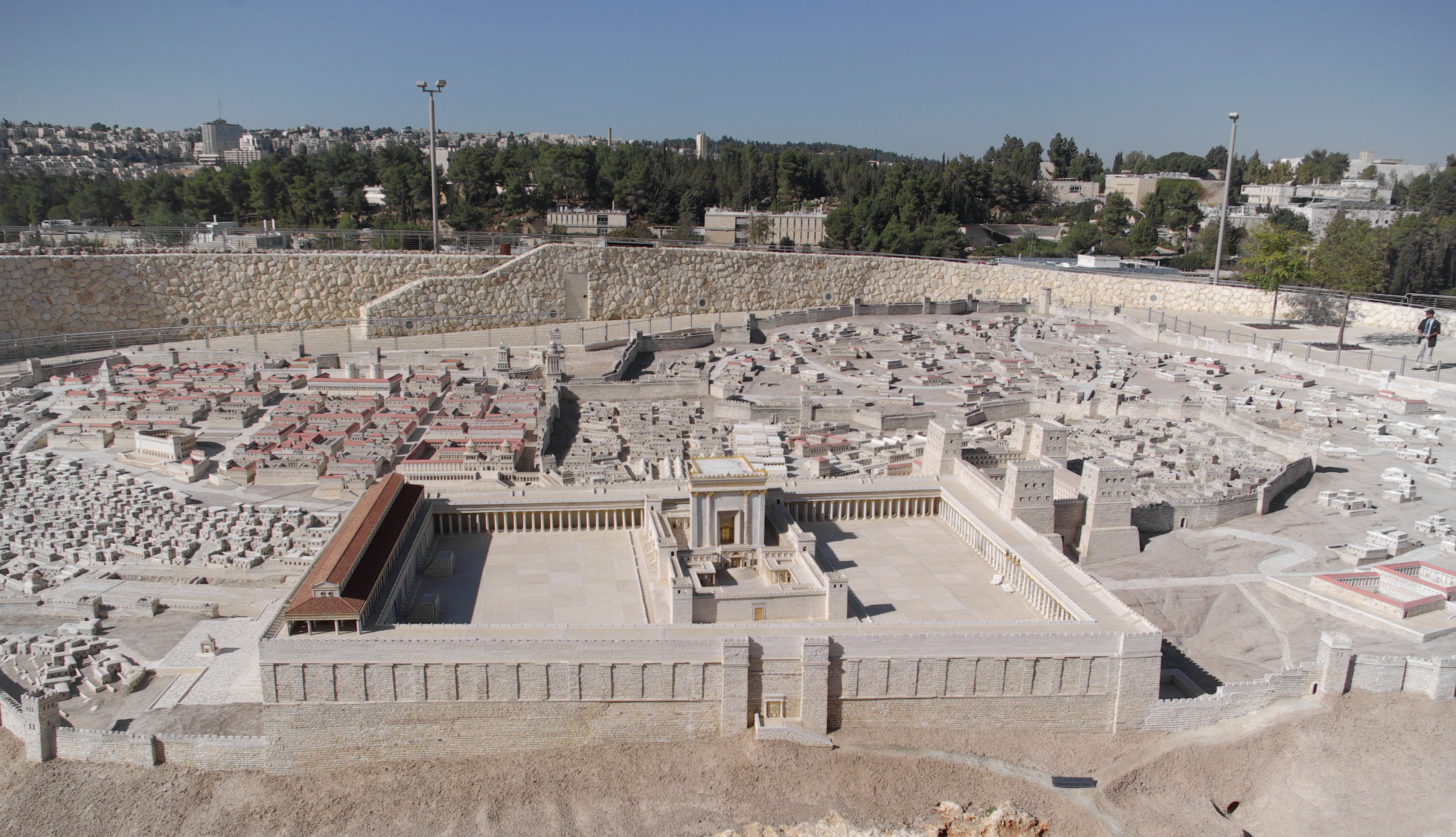
Modelo do Monte do Templo Herodiano: Templo (centro), Estoa Real (esquerda) e Fortaleza Antônia (direita)

Basílica com quatro fileiras de colunas no sentido do comprimento, cada uma composta por 40 colunas, a Estoa Real continha, portanto, três salões paralelos, com um centro de 13,5 metros (44 pés) amplo corredor e dois flanqueadores de 9 metros (30 pés) corredores amplos. Cada coluna tinha aproximadamente 1,5 metros (4,9 pés) de diâmetro e, de acordo com Josefo, 9 metros (30 pés) de altura, embora as proporções clássicas tivessem cerca de 17 metros (56 pés). O corredor central tinha o dobro da altura dos corredores, provavelmente quase 33 metros (110 pés) de altura. O arqueólogo israelense Ehud Netzer estima que a Estoa Real tinha aproximadamente 33 metros (110 pés) de largura e 240 metros (790 pés) de comprimento, embora Josefo dê seu comprimento como um estádio (aproximadamente 600 pés).— Flávio Josefo, Antiguidades Judaicas 15:410–420. 
O corredor central tinha um teto mais alto do que os corredores laterais. A luz era fornecida por janelas clerestórias na parte superior do salão central. Também é possível que uma abside se situasse na parede oriental da estoa. Josefo descreve as colunas como coríntias no estilo e os capitéis coríntios foram de fato encontrados em escavações ao longo da parede sul do monte, bem como reutilizados em estruturas romanas, bizantinas e islâmicas posteriores. Os tetos eram ornamentados com entalhes em madeira profundamente recortados, enquanto outras partes do interior eram aparentemente cobertas com estuque. A linha de colunas mais ao sul foi incorporada à parede sul do monte do Templo, enquanto o lado norte se abria para a praça no meio da qual ficava o Templo. Do lado de fora, a parede sul se distinguia da parede de contenção da plataforma por uma série de pilastras que corriam ao longo do comprimento da superestrutura. A entrada principal da estoa para a cidade era por meio de uma escadaria monumental que subia do Vale do Tiropeon e atravessava o Arco de Robinson, passando pela rua e pelas lojas abaixo.
O Estoa Real foi construído sobre a parte artificialmente elevada da plataforma do Monte do Templo. Os arcos embaixo sustentavam as colunas da estoa e forneciam áreas de serviço para as estruturas acima. Os Portões Huldah na parte inferior da parede sul conduziam através de corredores abaixo do estoa, subindo para a praça do Templo e serviam como a entrada principal do complexo do Templo para os adoradores. Passagens adicionais levavam a áreas de armazenamento e, possivelmente, forneciam acesso secundário à estoa e ao Templo além. Um viaduto em arco no lado oriental do Monte do Templo levava a um portão que dava para os chamados Estábulos de Salomão, logo abaixo da extremidade oriental da estoa. É amplamente assumido que pelo menos parte desta área foi usada como área de armazenamento em conjunto com os negócios realizados na estoa.
A expansão da plataforma do Monte do Templo e a construção da Estoa Real exigiram que os engenheiros de Herodes superassem as difíceis condições topográficas. Foi então necessário construir 35 metros (110 pé) de fundações de altura acima da encosta do vale Tyropoeon e equivalente a 40 metros (130 pé) de fundações altas acima do Kidron. O grande esforço investido na construção da Estoa Real é um testemunho de sua imensa importância para Herodes e seu status no Monte do Templo. Ao contrário de seus antecessores, os reis asmoneus que também serviram como sumos sacerdotes, Herodes não era da casta sacerdotal e, portanto, não podia participar de rituais sacerdotais. Um rei cliente nomeado pelos romanos, sem legitimidade e impopular com seus súditos, Herodes iniciou a reconstrução do Templo para ganhar o favor entre os judeus, mas foi proibido até mesmo de entrar no santuário interno de sua realização culminante. Foi, portanto, o monumental Estoa Real que deu a Herodes seu legítimo status no Monte, uma vitrine de sua majestade e grandeza.

## Objetivo

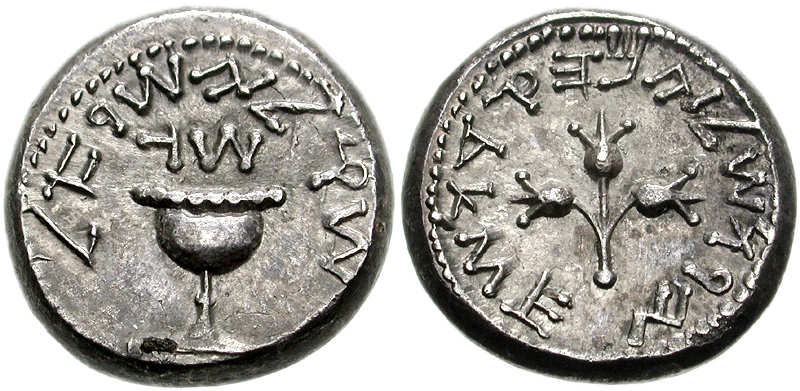
Siclo de prata cunhado durante a Grande Revolta. A inscrição paleo-hebraica arcaizante diz: "siclo de Israel" "Ano 3" (anverso); " Jerusalém, a Santa" (reverso)

Cada grande cidade romana tinha uma basílica que era usada para bancos, tribunais e outras transações comerciais. Em Jerusalém, a Estoa Real era o centro dessa atividade. Nos quarenta anos anteriores à Grande Revolta, serviu como sede do Sinédrio, a suprema corte judicial do Judaísmo, que foi transferida da Câmara de Pedra para a "Loja" (Chanuyot no Talmude), referindo-se às atividades comerciais conduzido na estoa. Um fragmento de uma inscrição monumental encontrada perto dos portões orientais de Huldah abaixo do estoa refere-se aos Zeqenim (anciãos) e pode indicar o local de encontro do Sinédrio perto dos portões ou no estoa acima.
Este centro de atividade comercial à vista do Templo foi considerado irreverente por muitos judeus devotos. Era também um local de comércio relacionado ao ritual do Templo, onde pombas de sacrifício podiam ser compradas e moedas com imagens proibidas podiam ser trocadas. É, portanto, um local provável para o confronto de Jesus com os vendedores de pombas e cambistas, que está relacionado no capítulo 21 do Evangelho de Mateus. A cunhagem especial era usada para contribuições sagradas e outros fins. O numismata da Autoridade de Antiguidades de Israel, Donald T. Ariel, propôs que a Estoa Real fosse o local para uma casa da moeda, administrada pelo sacerdócio. Durante a Grande Revolta contra Roma, este pode ter sido o local onde os siclos de prata foram produzidos. A proximidade conveniente do estoa com as lojas de prata do Templo e o uso da área para outros fins comerciais justificam a identificação do estoa como o local das operações de cunhagem. Outras moedas da "Revolta" eram feitas de metal comum, e podem ter sido cunhadas em outro lugar em Jerusalém.
Acima da basílica, em um parapeito ou torre, havia um lugar de onde uma trombeta ou chifre de carneiro seria tocado para sinalizar o início do sábado e dos dias santos. Na calçada abaixo do canto sudoeste do complexo Estoa Real, foi escavado um pedaço de copa de pedra que traz uma inscrição dedicatória que diz "para o local de trombeta". Este local tinha vista para a maioria dos bairros de Jerusalém, e a recuperação da inscrição confirma que o canto sudoeste é o local onde o trombeta aconteceu.

## Destruição
E então os romanos, julgando que era em vão poupar o que estava ao redor da casa sagrada, queimaram todos aqueles lugares, como também os restos do claustro e dos portões, exceto dois; um do lado leste e outro do sul; ambos os quais, no entanto, eles queimaram depois... Os soldados também vieram para o resto dos claustros que estavam no exterior [pátio do] templo, para onde as mulheres e crianças, e uma grande multidão mista do povo, fugiram, em número cerca de seis mil. Mas antes que César tivesse determinado qualquer coisa sobre essas pessoas, ou dado aos comandantes quaisquer ordens relacionadas a elas, os soldados ficaram com tanta raiva que incendiaram aquele claustro; por esse meio aconteceu que alguns deles foram destruídos ao se atirarem de cabeça para baixo e alguns foram queimados nos próprios claustros. Nenhum deles escapou com vida.— Flávio Josefo, As Guerras dos Judeus 6:281–285. 
A Grande Revolta e o subsequente saque de Jerusalém em 70 causaram a destruição do Templo de Herodes, incluindo a Estoa Real, por membros das legiões romanas X Fretense, XII Fulminata, XV Apolinária e V Macedônica sob o comando do imperador Vespasiano e seu filho Tito. É provável que a estoa fosse modificado durante as fases iniciais da revolta quando o Monte do Templo foi fortificado, primeiro por Simon Bar Giora e depois por João de Gischala. A entrada principal no Arco de Robinson foi destruída e as torres construídas. Restos escavados da estoa fornecem evidências de sua destruição em um grande incêndio. A análise química dos restos no local mostrou que alguns dos materiais sofreram transformações exigindo uma temperatura mínima de 800 K (980 °F) - um resultado de queima sustentada em alta temperatura consistente com o relato de Josefo sobre a destruição em uma grande conflagração. Alguns restos também contêm o mineral apatita, um componente do osso, embora sua origem, humana ou animal, seja desconhecida.

## Escavações do Monte do Templo

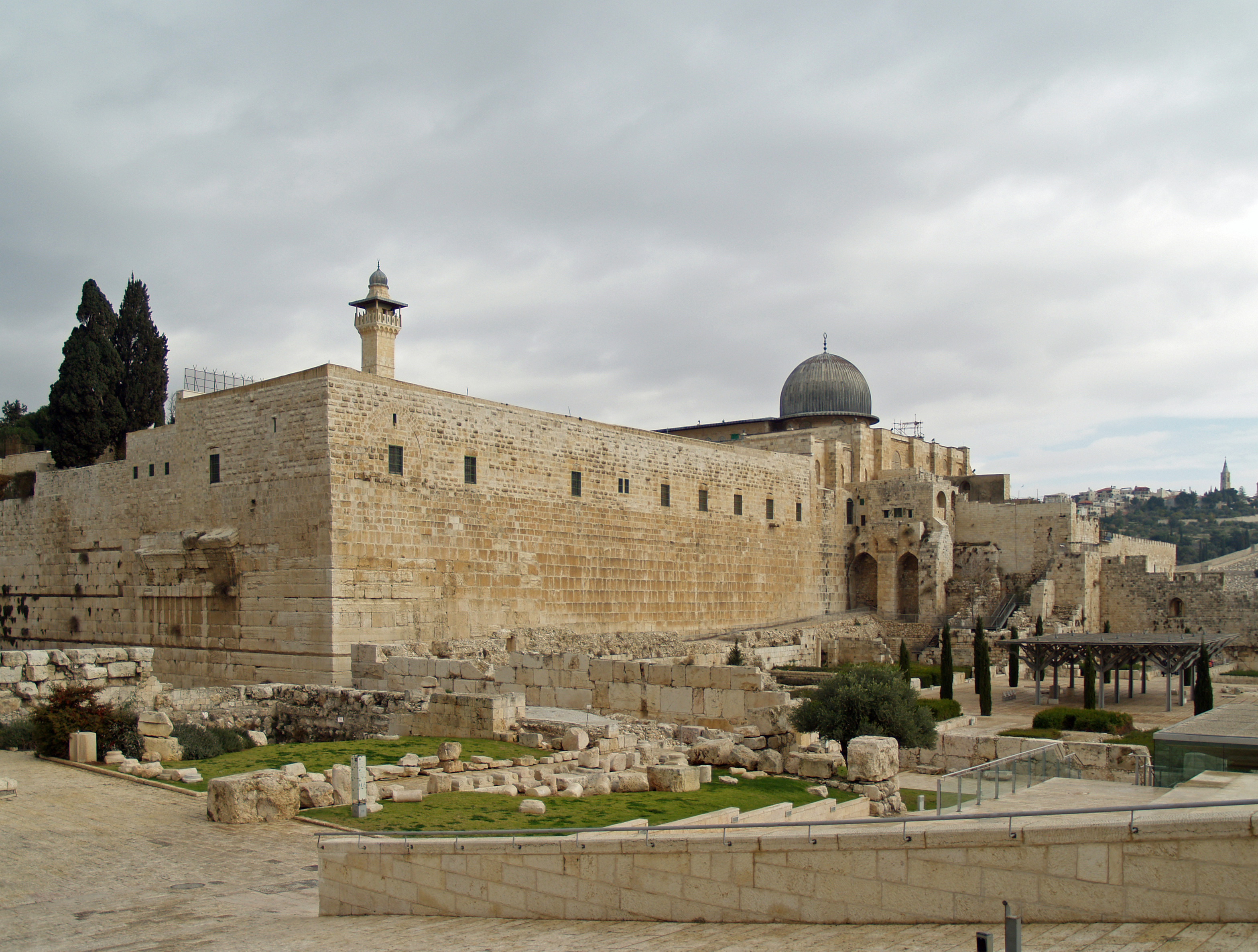
A mesquita de Al-Aqsa acima da parede sul do Monte do Templo. À esquerda estão os restos do Arco de Robinson

O local da Estoa Real está atualmente ocupado pela Mesquita de Al-Aqsa, o terceiro santuário mais sagrado do Islã e, portanto, não está disponível para exploração arqueológica. Entre 1968 e 1978, no entanto, o professor Benjamin Mazar, da Universidade Hebraica de Jerusalém, realizou escavações ao pé da parede sul. Eles descobriram mais de 400 fragmentos arquitetônicos nos destroços de destruição abaixo do local da estoa, alguns dos quais foram incorporados em uso secundário na construção posterior de um bizantino e omíada. Apesar de sua natureza fragmentária, eles fornecem algumas das maiores e mais ricas assembleias da era do Segundo Templo já encontradas, um testemunho do esplendor descrito por Josefo.
Achados incluem capitéis coríntios, dóricas frisos e modílio cornijas. Os motivos apresentados nos fragmentos encontrados ocasionalmente correspondem a padrões testemunhados em outros edifícios públicos da era do Segundo Templo descobertos na região, enquanto outros refletem características arquitetônicas únicas. Isso inclui motivos florais, rosetas, padrões de cabos semelhantes aos encontrados na região de Haurã, no sul da Síria, e folhas de acanto que aparecem na arquitetura romana.
Em 1999, a autoridade muçulmana Wakf que controlava as estruturas islâmicas no topo do Monte do Templo começou a escavar ilegalmente grandes quantidades de aterro do antigo local da Estoa Real para construir um novo acesso ao recém-estabelecido (ou, como diria o Waqf, restaurado e ampliado) a Mesquita de Marwani. O material escavado no local foi despejado no Vale do Cédron, de modo que todas as informações importantes que poderiam ter sido obtidas por meio de escavação adequada do material em seu contexto arqueológico foram perdidas para sempre. Tentando salvar o que ainda poderia ser salvo, uma operação para peneirar os destroços foi iniciada por Zachi Zweig e Gabriel Barkay. O Projeto de Peneiração do Monte do Templo em andamento resultou na recuperação de muitos fragmentos arquitetônicos dos edifícios do Segundo Templo, bem como vestígios de todos os outros períodos históricos desde o Período do Primeiro Templo.